# Cindy García
Cindy García Arocha (Las Palmas de Gran Canaria, Canarias, España, 18 de junio de 1991) es una futbolista española. Juega de defensa y su equipo actual es el Alhama Club de Fútbol de la Primera División de España.

## Clubes
| Club                               | País   | Año           |
| ---------------------------------- | ------ | ------------- |
| Rayco                              | España | 2007-2008     |
| Universidad de Las Palmas          | España | 2008-2009     |
| Charco del Pino                    | España | 2009-2010     |
| Unión Deportiva Las Palmas Llamoro | España | 2010-2011     |
| Charco del Pino                    | España | 2011-2013     |
| Granadilla Tenerife                | España | 2013-2023     |
| Alhama Club de Fútbol              | España | 2023-presente |